# イファト・スルタン国

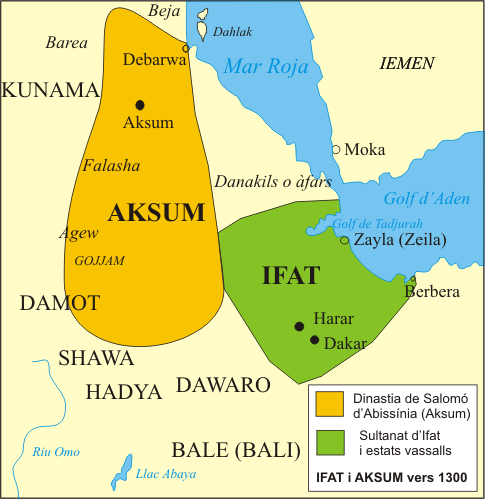
イファト・スルタン国（IFAT）の領域。1300年頃。

イファト・スルタン国（1285年頃 - 1415年頃）は現在のエチオピア首都アディスアベバ周辺から東を支配していたイスラーム教徒の国。
14世紀の歴史家イブン・ファドルッラー・アル＝ウマリーは、紅海沿岸に旅程15～20日の大きさの国があり、その国は騎兵1万5千、歩兵2万を有しており、その主要7都市はベルクルザール、クルジュラ、シミ、シェワ、アダル、ジャメ、ラボーであったと報告している。イファトはおそらくこの他にファタガル、ダワロ、バレといった都市を支配しており、港湾都市ゼイラまでの交通路を押さえていた。その中心部はワララーであり、現在のアディスアベバから東北東80キロメートルの位置にあるワラレのことと考えられている。その領域は、東はアワッシュ川（エチオピアとジブチの国境付近）、西はジャマ川、その北はアバダイ川であったと推定する研究者もいる。

## 歴史
エチオピアは古代から金、象牙などを港町ゼイラなどを通じて輸出していた。その輸送を請け負ったのはイスラーム商人であり、10世紀末～11世紀始め頃から活動が盛んになった。イスラーム勢力はその輸送ルートを通じて内陸部に徐々に浸透していき、11世紀頃にはシェワにまで達していた。後にエチオピア帝国の首都となるシェワであるが、その直前はキリスト教徒とイスラーム教徒が混在する地域であった。エチオピアのザグウェ朝が南部のイクノ・アムラクらの勢力（後のエチオピア帝国）に滅ぼされたのは、このルートを通しての交易が盛んになってイクノ・アムラクらが活動していた地域の重要性が増したからという一面もある。
イファトの名が歴史に登場するのは13世紀である。1285年、イファト王のウマル・ワラシュマあるいはその息子アリが、シェワのイスラーム国家を征服したことが記録されている。エチオピア帝国の初代皇帝イクノ・アムラクも同時期にシェワを狙ったため、2勢力は長く争うことになった。イファト側の勢力は必ずしも一枚岩ではなく、戦いは全体的にはエチオピア有利であった。イファトは最終的にはエチオピア皇帝アムダ・セヨン1世に打ち負かされ、イファト王がジャマールッディーン1世から兄弟のナスルッディーンに変えられてエチオピアの属国となった。この時点で、イファトの支配領域はゼイラにまで及んでいた。
しかしこの後も、イファトの反乱は続いた。15世紀始め、エチオピア皇帝は再び「君主の敵」を倒すためにイファトに侵入した。イファトは破れ、王のサアドッディーン2世はゼイラへと逃亡したが最終的に殺された。このときの経緯について、中世の歴史家アル＝マクリーズィーは、1403年にエチオピア皇帝ダウィト1世がアダルの王サアド・アドディンを殺したと記しているが（アダルもサアドッディーンの支配地だった）、1415年にエチオピア皇帝イシャク1世が殺したとする話もある。イシャク1世は戦勝を記念した歌を作っており、この歌詞に「ソマリ」の名が文献として初めて登場する。
この戦いによって一時イスラーム勢力が力を落としたが、間もなくイファトの支配者の一族が復活してアダルを中心にアダル・スルタン国を建て、イファトにも再びイスラーム教徒が住んだ。さらにその後はオロモ人の土地となった。イファトの名称は、エチオピアオロミア州の中の土地の名として残されている。